# Ferrovia Sicignano degli Alburni-Lagonegro
La ferrovia Sicignano degli Alburni-Lagonegro, conosciuta anche come ferrovia del Vallo di Diano, è una ferrovia della Campania, con il suo capolinea terminale in Basilicata, inaugurata nel 1892 e nel 1987 chiusa al traffico, sia merci che passeggeri, durante i lavori di rinnovamento ed elettrificazione della linea Battipaglia-Metaponto; nonostante la riapertura della linea per Potenza la ferrovia rimase chiusa e i treni sostituiti da autoservizi. La "temporanea chiusura all'esercizio" sussiste ancora e sono ancora svolti gli autoservizi sostitutivi.
La ferrovia si dirama dalla linea Battipaglia-Potenza in prossimità della stazione di Sicignano degli Alburni e termina alla stazione di Lagonegro.

## Storia
| Inaugurazione    | Tratta                                 | Note  |
| ---------------- | -------------------------------------- | ----- |
| 30 dicembre 1886 | Sicignano degli Alburni-Sala Consilina | [ 4 ] |
| 25 maggio 1887   | Sala Consilina-Sassano                 | [ 4 ] |
| 3 novembre 1888  | Sassano-Casalbuono                     | [ 4 ] |
| 16 maggio 1892   | Casalbuono-Lagonegro                   | [ 4 ] |

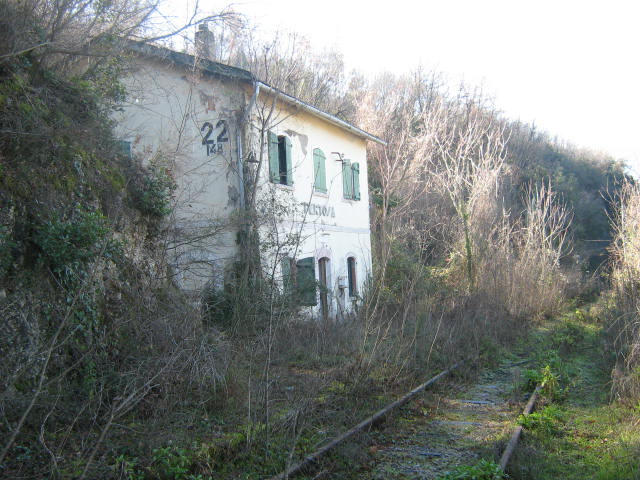
La stazione di Pertosa, ormai in stato di abbandono

La Sicignano-Lagonegro nelle prime intenzioni progettuali era solo il primo tratto di un progetto più ampio che prevedeva di collegare i territori campano e lucano con il sud della Calabria e Reggio attraverso il Vallo di Diano e la valle del Noce fino a Castrocucco (tra Praia e Maratea) congiungendosi ivi alla realizzanda Tirrenica Meridionale; il tutto era inserito tra le opere previste dalla Legge Baccarini del 1879, ma il tratto da Lagonegro in poi non venne realizzato. Un altro progetto (realizzato però più tardi e a scartamento ridotto) prevedeva il raggiungimento della ferrovia Cosenza-Sibari che, da Cosenza, sarebbe dovuta poi scendere di quota fino a raggiungere Nocera Terinese, sulla costa, seguendo di massima il tracciato in seguito utilizzato per l'autostrada Salerno-Reggio Calabria; anche quest'ultima parte era inserita tra le opere previste dalla Legge Baccarini.
Il progetto tuttavia per vari motivi stentava a progredire; dopo l'apertura della linea che collegava Salerno con Potenza, si fecero sempre più insistenti le richieste delle comunità locali perché si aprisse almeno la parte di linea che, percorrendo il Vallo di Diano, arrivava fino a Lagonegro sperando che prima o poi sarebbe stata congiunta alla linea tirrenica. L'inizio della linea per Lagonegro fu stabilito proprio dalla stazione di Sicignano degli Alburni, della linea per Potenza inizialmente chiamata, per l'appunto, Bivio Castrocucco; il 30 dicembre 1886 venne infine inaugurata la prima tratta, costruita dalla Società per le Strade Ferrate del Mediterraneo, che giungeva fino a Sala Consilina.
Con il passare degli anni vi fu un susseguirsi di aperture delle nuove tratte: il 20 maggio 1887 si arrivò a Sassano-Teggiano, il 3 novembre 1888 a Casalbuono e finalmente il 25 maggio 1892 la linea venne inaugurata per intero con l'arrivo a Lagonegro.
Il proseguimento non venne più realizzato anche perché la stessa Mediterranea aveva in avanzato stato di costruzione la più costiera ferrovia Tirrenica Meridionale che venne completata qualche anno più tardi. Molti anni dopo, perse le speranze di realizzazione del progetto che avrebbe creata una valida alternativa alla Tirrenica, venne realizzata sempre dalla stessa società, divenuta Mediterranea Calabro-Lucane, la prosecuzione a scartamento ridotto fino alla stazione di Spezzano Albanese.
Il servizio sulla linea, affidato alla stessa Mediterranea, venne svolto da locomotive a vapore del gruppo 320. Con una percorrenza di circa 3 ore, le coppie di treni erano tre.
Nel 1905 la ferrovia entrò a far parte delle Ferrovie dello Stato e sempre in quegli anni venne aperta una nuova stazione al servizio di centri quali Casaletto Spartano e Battaglia.
Dopo la fine della prima guerra mondiale, furono realizzate due nuove fermate, a Pertosa (1936) e Castelluccio Cosentino (1939). Nel 1936 inoltre entrarono in funzione le littorine che abbassarono i tempi di percorrenza a meno di 2 ore. Con lo scoppio della seconda guerra mondiale, per risparmiare il gasolio vennero accantonate le littorine tornando alla trazione a vapore. Queste ultime torneranno ad essere usate soltanto nel 1956.
Alla fine degli anni settanta, a causa di diversi smottamenti nel percorso più accidentato della linea, venne interrotto il servizio tra Casalbuono e Lagonegro. L'inizio degli anni ottanta portò grandi cambiamenti, con importanti lavori di consolidamento di ponti, gallerie e costoni a rischio, la sostituzione dei binari, l'allungamento delle banchine nelle stazioni e l'entrata in funzione di automotrici ALn 668: si passò da 7 a 8 coppie di treni giornalieri, con una coppia di corse diretta per Napoli.
Con l'inizio dei lavori di elettrificazione della linea Battipaglia-Metaponto nel 1986, anche la linea per Lagonegro (di cui era ipotizzata addirittura l'elettrificazione) venne chiusa ed i treni sostituiti da autobus. Alla riapertura della Battipaglia-Potenza nel 1993, il bivio da Sicignano degli Alburni per Lagonegro rimase disconnesso e il servizio di linea affidato agli autobus, anche se la ferrovia non è stata mai ufficialmente soppressa.

### Progetti e proposte di recupero
Nel corso degli anni sono stati proposti molti progetti di riattivazione rimasti tuttavia senza esito. Nel 2006 sono stati stanziati fondi per uno studio di fattibilità (180.000 euro) e sono state riaperte e ripulite alcune stazioni a servizio degli autobus. Proposte e finanziamenti successivi non hanno avuto esiti concreti e l'autoservizio sostitutivo da Battipaglia a Lagonegro continua a protrarsi con la soppressione di alcune stazioni. Nel marzo 2012 tra Galdo e Castelluccio è entrata in funzione per un mese la "ciclo-ferrovia" con delle biciclette ferroviarie autorizzate dalle autorità competenti che percorrono il tratto di linea, pulito da rovi ed erbe infestanti.
Nel 2018 viene proposto un progetto della Regione Campania per la riapertura a fini turistici.

## Caratteristiche
| Continuation backward |

| Station on track |

|  | Unknown route-map component "ABZLgl" | Unknown route-map component "CONTfq" |

| Unknown route-map component "hKRZWae" |

| Small non-passenger station on track |

| Non-passenger station/depot on track |

| Non-passenger station/depot on track |

| Enter and exit tunnel |

| Non-passenger station/depot on track |

| Unknown route-map component "SKRZ-Au" |

| Unknown route-map component "SKRZ-Au" |

| Small non-passenger station on track |

| Unknown route-map component "hKRZWae" |

| Non-passenger station/depot on track |

|  | Straight track | Unknown route-map component "exCONTl+f" |

|  | Non-passenger station/depot on track | Unknown route-map component "exKBHFe" |

| Non-passenger station/depot on track |

| Non-passenger station/depot on track |

| Non-passenger station/depot on track |

| Non-passenger station/depot on track |

| Unknown route-map component "hKRZWae" |

| Non-passenger station/depot on track |

| Unknown route-map component "hKRZWae" |

| Unknown route-map component "STR+GRZq" |

| Small non-passenger station on track |

| Enter and exit tunnel |

| Enter and exit tunnel |

|  | Non-passenger end station + Unknown route-map component "exHUBaq" | Unknown route-map component "exKBHFa" + Unknown route-map component "exHUBeq" |

|  |  | Unknown route-map component "exCONTf" |